# Gortepap
(Karnemelkse) gortepap wordt gemaakt van karnemelk en gort (gepelde gerst).
De gort wordt 12 uur geweekt en daarna 1 uur in water gekookt. Ten slotte wordt er karnemelk toegevoegd. De pap wordt opgediend met basterdsuiker of stroop.
Gortepap was de eerste pap die in Nederland door zuivelfabrieken werd geleverd, in een melkbus met het opschrift 'karnemelkse pap'.